# Rairiz de Veiga
Rairiz de Veiga és un municipi de la província d'Ourense a Galícia. Pertany a la Comarca da Limia.
| 4.084 | 4.151 | 4.463 | 4.114 | 1.788 |
| Fonts: INE i IGE (Els criteris de registre censal variaren i les dades de l'INE i de l'IGE poden no coincidir.) |       |       |       |       |